# HTML字符编码
HTML于1991年面世，但一直要到1997年推出4.0版本以后，才对国际化这题目有一个较好的回应。在此之前，为了保证所有人都能够正常阅读内容，当要对所有用到ASCII字集以外字符
的规范。这是为了两个目的：
- 保持储存在HTML文件内的内容的完整性，
- 让市面上大多数浏览器都能正确显示文本的内容。

## 利用meta命令
在head里面加入这段内容：
```
<meta http-equiv="Content-Type" content="text/html; charset=UTF-8"/>

```

HTML5则加入这段即可：
```
<meta charset="UTF-8" />

```

或者將UTF-8改成所使用的編碼。

## 参看
- HTML
- DHTML
- XML
- XHTML
- HTML标签
- HTML脚本
- HTML编辑器
- Unicode